# Nellia tenella
Nellia tenella is een mosdiertjessoort uit de familie van de Quadricellariidae. De wetenschappelijke naam van de soort werd in 1816 voor het eerst geldig gepubliceerd door Jean-Baptiste de Lamarck.